# Азбест
Азбест (грч. ἄσβεστος - негорљив) је природни силикатни минерал, сачињен од меканих свиленкастих влакана. Слабо проводи топлоту, не гори и не угљенише се, тако да је веома користан као изолатор топлоте и ватре. Постоји шест врста, од којих су све састављене од дугих и танких влакнастих кристала, а свако влакно састављено је од многих микроскопских „влакана“ које се абразијом и другим процесима могу пустити у атмосферу. Азбест је одличан електрични изолатор и изузетно је отпоран на топлоту, те се дуги низ година користио као грађевински материјал. Међутим, сада је то добро позната опасност по здравље и безбедност, и употреба азбеста као грађевинског материјала у многим земљама је нелегална. Удисање азбестних влакана може довести до различитих озбиљних обољења плућа, укључујући азбестозу и рак.
Археолошке студије су пронашле доказе да се азбест користио још у камено доба за јачање керамичких саксија, али је рударство великих размера започело тек крајем 19. века када су произвођачи и градитељи почели да користе азбест због његових пожељних физичких својстава.
Азбест је био широко коришћен током 20. века до 1970-их, када је јавно препознавање опасности по здравље од азбестне прашине довело до његове забране у редовној градњи и ватроотпорним инсталацијама у већини земаља. Упркос томе, а делом и зато што последице изложености могу потрајати деценијама, сматра се да најмање 100.000 људи сваке године умре од болести повезаних са изложеношћу азбесту.
Упркос озбиљности болести повезаних са азбестом, материјал је широко коришћен у целом свету, а сматра се да већина зграда изграђених пре 1980-их садржи азбест. Многе земље у развоју и даље подржавају употребу азбеста као грађевинског материјала, и експлоатација азбеста је и даље у току, а највећи произвођач Русија је имала процењену производњу од 790.000 тона у 2020. години. Године 1989, америчка агенција ЕПА је забранила даљу употребу азбеста, чиме се спречава улазак нових азбестних производа на тржиште у САД.

## Етимологија
Реч „азбест“, која се први пут користила током 1600-их година, ултиматно потиче од старогрчког ἄσβεστος, што значи „неугасив“ или „неугашен“. Име одражава употребу супстанце за фитиље који никада не изгарају.
У енглески језик је доспела преко старофранцуске речи abestos, који је заузврат потекла од речи из грчког преко латинског, док се у оригиналном грчком та реч заправо односила на живи креч. Оксфордски речник енглеског језика напомиње да га је Плиније погрешно користио за азбест, популаризујући погрешан назив. Азбест се на грчком називао amiantos, што значи „неокаљани“, јер није бивао обележен када је бачен у ватру. Ово је извор речи за азбест на многим језицима, попут порт. amianto. Почетком 15. века на енглеском се такође звао „amiant“, али је ову употребу заменио „азбест“. Реч се на том језику изговара /æsˈbɛstəs/ или /æsˈbɛstɒs/.

## Употреба
Азбест је слаб проводник топлоте, отпоран је на високе температуре, што значи да не гори и не угљенише се, тако да је веома користан као изолатор топлоте и ватре. Захваљујући тим особинама, уткан је у заштитну одећу ватрогасаца, а користи се и за израду облога за кочнице и квачила моторних возила, који услед трења постају веома топли. Котлови се често облажу азбестом да би се спречили ширење ватре и врелине.

## Штетност
Може бити веома штетан по здравље, па се при коришћењу ствари које садрже азбест морају поштовати одређена упутства. Удисање азбестне прашине може да проузрокује азбестозу - плућну болест, или мезотелиом - галопирајући рак плућа, па је због тога у многим државама смањена или забрањена трговина азбестом.
У СФРЈ је постојало неколико рудника азбеста и сви су затворени. У Србији су постојали рудници: у селу Страгари, који је био највећи рудник азбеста у Европи (иза кога је остало отворено јаловиште које никад није санирано, као и у селу Корлаће на Копаонику, за који нема података о стању јаловишта.

## Појава у природи
Азбест се може јавити као бели, смеђи, плави и др. Добија се из азбестних стена, а највећи рудници се налазе у Канади, Русији, Кини, Италији и Јужној Африци.

## Хемијски састав и формуле
| Удео хемијских елемената у саставу азбеста‍ | Удео хемијских елемената у саставу азбеста‍ | Удео хемијских елемената у саставу азбеста‍ | Удео хемијских елемената у саставу азбеста‍ | Удео хемијских елемената у саставу азбеста‍ |
| ------------------------------------------ | ------------------------------------------ | ------------------------------------------ | ------------------------------------------ | ------------------------------------------ |
|                                            |                                            |                                            |                                            |                                            |
| магнезијум ()                              | магнезијум ()                              |                                            | 0                                          | 26,3%                                      |
| силицијум ()                               | силицијум ()                               |                                            | 0                                          | 20,3%                                      |
| водоник ()                                 | водоник ()                                 |                                            | 0                                          | 1,5%                                       |
| кисеоник ()                                | кисеоник ()                                |                                            | 0                                          | 51,9%                                      |

| Хемијске формуле азбеста |                            |
| Врста азбеста            | Хемијска формула           |
| Бели                     | Mg3Si2O5(OH)4              |
| Смеђи                    | (Mg,Fe)7Si8O22(OH)2        |
| Плави                    | Na2Fe32+Fe23+(Si8O22)(OH)2 |